# مات رينولدز (لاعب كرة قاعدة)
مات رينولدز (بالإنجليزية: Matt Reynolds)‏ هو لاعب كرة قاعدة أمريكي، ولد في 3 ديسمبر 1990 في تلسا في الولايات المتحدة.

## وصلات خارجية
- مات رينولدز (لاعب كرة قاعدة) على موقع دوري كرة القاعدة الرئيسي (الإنجليزية)
- مات رينولدز (لاعب كرة قاعدة) على موقع الدوري الياباني لكرة القاعدة (الإنجليزية)
- مات رينولدز (لاعب كرة قاعدة) على موقعبيزبول رفرنس.كوم (الدوري الرئيسي) (الإنجليزية)
- مات رينولدز (لاعب كرة قاعدة) على موقعبيزبول رفرنس.كوم (الدوري الثانوي) (الإنجليزية)
- مات رينولدز (لاعب كرة قاعدة) على موقع إي إس بي إن.كوم (أم.أل.بي) (الإنجليزية)
- مات رينولدز (لاعب كرة قاعدة) على موقع مشجعي الرسوم البيانية (الإنجليزية)